# Gare de Luton
La gare de Luton est une gare ferroviaire anglaise de la ligne du Midlain Main, située à trois minutes du centre commercial au centre-ville de Luton, dans le Bedfordshire.
Elle est mise en service en 1868.
La gare de voyageurs est exploitée par Thameslink.

## Situation ferroviaire
La gare est établie à 114 mètres d'altitude sur le Midland Main Line (en) entre les gares de Leagrave et Luton Airport Parkway.

## Histoire
La gare de Luton a été construite par le chemin de fer de Midland en 1868 dans le cadre de l'extension de la ligne Saint-Pancras. Depuis quelques années il était connu comme le Midland Road pour le distinguer de la précédente gare de Luton Bute Street, construite sur la ligne GNR de Hertford du Nord à Leighton Buzzard. Pour construire la ligne, un espace public connu sous le nom de « Great Moor » devait être construite. Le reste du terrain a été acheté pour le développement de l'espace public par John Crawley. Ce fut un bon investissement. Au début du XXe siècle la population a presque triplé et la gare est devenue une étape importante pour la ligne. La gare, composée seulement de trois plates-formes a été reconstruite en 1937 et a vu une quatrième plate-forme supplémentaire en 1960, l' électrification des trains dans les années 1980 et une cinquième plate-forme toujours dans les années  1980 pour les services urbains.

### Ouverture d'Eurostar
Dès l'ouverture de l'Eurostar à la gare de Saint-Pancras International, en destination de l'Europe continentale ont été mis aussi à la disposition de Luton ainsi que 67 autres villes du Royaume-Uni, Paris, en France et Bruxelles, en Belgique.

### Inconvénients
La station est fermée pour des investissements importants à la fois de Network Rail et First Group pour améliorer les installations pour les passagers ainsi que la création de plates-formes plus longues dans le cadre du programme Thameslink. En 2009, la station a été identifiée comme l'une des dix stations d'échange les plus pires de catégorie B pour l'évaluation du client et elle doit recevoir 50 millions de livres pour être amélioré.

### Reconstruction
En 2010 et 2011, un certain nombre d'améliorations ont eu lieu à la station, ces extensions sont incluses aux cinq plates-formes (y compris la suppression du passage à niveau de Barrow) et une nouvelle passerelle,. Les extensions de la plate-forme font partie du programme Thameslink et permettent un fonctionnement de 12 voitures à la gare. Pendant ces travaux 2 nouveaux passages supérieurs ferroviaires ont été installés sur la vieille Bedford Road permettant la bonne voie pour les plates-formes prolongées.

## Service des voyageurs

### Accueil
La gare de Luton dispose de deux salles d'attente, de guichets de billets, de toilettes, de services marchands et d'un parking de 669 places. Il est dans la même zone que dans les gares de Luton Airport Parkway et Leagrave.

### Desserte
Luton est desservi par Thameslink et East Midlands Trains. À la gare de Luton les trains vont au nord de Bedford, Derby, Melton Mowbray, Corby, Leicester. Les gares de Nottingham, Sheffield et Southbond vont à Londres, l'aéroport de Londres Gatwick, Brighton, Wimbledon et Sutton
Le service de pointe de congé typique de cette station est la suivante :
- 4 trains par heure à Bedford (exploité par Thameslink).
- 4 trains par heure à Brighton via la gare de Luton Airport Parkway, Harpenden, St Albans, Londres et l'aéroport de Londres Gatwick (Thameslink).
- 2 trains par heure à Sutton via Luton Airport Parkway , Harpenden, Saint-Albans, Londres et Wimbledon (Thameslink).
- 1 train par heure à Corby, Bedford, Wellingborough et Kettering (East Midlands Trains).
- 1 train par heure à la gare de Londres Saint-Pancras International seulement (East Midlands Trains).

Le service Thameslink dessert plusieurs stations de Londres y compris Farringdon et Blackfiars.

### Intermodalité
- 1 bus par heure à Milton Keynes Central exploité par Stagecoach (anciennement Virgin Trains)[7] via l'aéroport de Londres Luton[8]
- 1 bus par heure à l'aéroport de Londres Luton

Il y avait auparavant un service de navette à la gare de Londres Luton. En septembre 2013, un nouveau service de navettes apparaît.

## Accidents

### Accident du 22 décembre 1955
Le 22 décembre 1955, 2 trains de voyageurs sont entrés en collision à la gare de Luton. Le bilan se porte à 1 mort et 23 blessés. Le premier train a commencé à quitter la gare, mais certains passagers en retard ont tenté de monter à bord. Comme le 1er train n'avait aucun problème, le signaleur a accepté que le 2e train parte. Mais il aurait dû rester car le 1er train aurait dû quitter la gare puis le 2e train serait parti. Le conducteur de train n'ayant pas respecté la règle a fait un freinage d'urgence quand il a vu le signal de danger à 370 m du 2e train, incapable de l'arrêter, il est entré en collision à la gare de Leicester. Selon l'enquête officielle, c'est le conducteur qui est responsable de la collision. Mais les lumières de l'usine de Vauxhall ayant gêné la vision du signal, l'éclairage a été réorganisé à la suite de l'accident.

### Accident du 25 juin 1976
Le 25 juin 1976, un train de passagers est entré en collision avec un autre train de passagers express.